# كارل أوسكار ميدين
كارل أوسكار ميدين (بالسويدية: Karl Oskar Medin)‏ (14 أغسطس 1847 - 24 ديسمبر 1927) طبيب أطفال سويدي ولد في أكسبرغ، أوربرو وتوفي في ستوكهولم اشتهر بدراسته عن شلل الأطفال، وهي حالة تُعرف أحيانًا باسم مرض هين-ميدين، نسبة إلى كارل ميدين وطبيب وآخر اسمه جاكوب هين كان ميدين أول من وصف الطابع الوبائي لشلل الأطفال.

## حياته
درس ميدين في أوبسالا وستوكهولم، وحصل على الدكتوراه في الطب في عام 1880 من جامعة أوبسالا. تم تعيينه أستاذاً استثنائياً في معهد كارولنسكا في عام 1883، ليصبح بعدها أستاذاً لطب الأطفال في العام التالي. كما أصبح أستاذ شرفي في عام 1914.
بالإضافة إلى أبحاثه عن مرض شلل الأطفال، أثرت أبحاثه في دراسته أمراض إلتهاب السحايا الوبائي، واسقربوط الأطفال وسل الأطفال، واعترافاً بأبحاثه وانجازاته تم اختياره لاحقاً ليكون في قاعة بوليو للمشاهير في وارم سبرينغز بولاية جورجيا الأمريكية وتم ذلك في يناير عام 1958.